# Zamek Gwrych
Zamek Gwrych – zabytkowy XIX-wieczny zamek w północnej Walii, położony w pobliżu miasta Abergele w hrabstwie Conwy. Został wzniesiony w latach 1819–1825.